# Fury (Jugendbuchreihe)
Fury ist eine US-amerikanische Jugendbuchreihe über die Abenteuer eines Rappen, die von verschiedenen Autoren verfasst wurde. Bekanntester ist der Erstautor Albert G. Miller (* 1905; † 1982).

## Ausgaben
Im Engelbert Verlag Zimmermann erschienen ab 1960 die ersten Ausgaben.
Auf Grund des großen Erfolges und der hohen Popularität, vor allem durch die gleichnamige Fernsehserie, erschien in den 1960er Jahren noch eine zweite Buchreihe im Tessloff Verlag mit einer deutlichen Aufmachung, die an die Serie anknüpft. Als Autor gibt der Verlag René van Nerum an. Inzwischen kommen einzelne Bücher auch beim Arena-Verlag oder bei Loewe heraus.

## Inhalte
Hauptpersonen der Fury-Romane sind immer der Junge Joey Newton und sein schwarzer Hengst Fury, die auf der Broken Wheel (Zerbrochenes Rad) Ranch zuhause sind. Gemeinsam erleben sie zahlreiche Abenteuer, ergreifen etwa Verbrecher oder trotzen diversen Naturkatastrophen.

## Titel
| Im Engelbert Verlag erschienene Titel: 1. Fury 2. Fury und die Mustangs 3. Das Rätsel der hohlen Fichte 4. Und dann kam der Blizzard 5. Spuren im Tal der Trapper 6. Gefahr für die Broken Wheel Ranch 7. Frische Fährten am Elk Creek 8. Der Mann aus Utah 9. Ein Sommer voller Abenteuer 10. Die Falle im Silver Rock Canyon 11. Der Hinterhalt | Im Tessloff Verlag erschienen: 1. Fury und die Pferdediebe 2. Alarm auf der Broken Wheel Ranch 3. Die Prairie ruft! 4. Fury und der rote Tomahawk 5. Abenteuer in der gelben Felsenhöhle 6. Wilddiebe in der Falle 7. Helden ohne Schwert 8. Taifun über Hawaii 9. Fury im Filmland 10. Geier im Tal 11. Zwischenfall im Zirkus |

## Hörspiele
Kurt Vethake hatte bereits unter dem Pseudonym Teddy Parker für den Engelbert Verlag die Bände 6–10 in deutscher Sprache nacherzählt. Wenig später erschienen bei Ariola drei Hörspielfolgen als Single.